# SMS V 126
V 126 – niemiecki niszczyciel z okresu I wojny światowej. Druga jednostka typu V 125. Okręt wyposażony w trzy kotły parowe opalane ropą. Zapas paliwa 298 ton. W 1918 roku internowany w Scapa Flow. 21 czerwca 1919 osadzony na brzegu po próbie samozatopienia. Złomowany w  1922 roku.